# 查尔斯·劳特
查尔斯·劳特（英語：Charles Rought，1884年10月16日—1919年1月31日），英国男子赛艇运动员。他曾代表英国参加1912年夏季奥林匹克运动会赛艇比赛，获得男子四人单桨有舵手银牌。